# Goshen (Massachusetts)
Goshen é uma vila localizada no condado de Hampshire no estado estadounidense de Massachusetts. No Censo de 2010 tinha uma população de 1.054 habitantes e uma densidade populacional de 22,99 pessoas por km².

## Geografia
Goshen encontra-se localizado nas coordenadas 42° 26′ 16″ N, 72° 48′ 40″ O. Segundo o Departamento do Censo dos Estados Unidos, Goshen tem uma superfície total de 45.85 km², da qual 44.82 km² correspondem a terra firme e (2.25%) 1.03 km² é água.

## Demografia
Segundo o censo de 2010, tinha 1.054 pessoas residindo em Goshen. A densidade populacional era de 22,99 hab./km². Dos 1.054 habitantes, Goshen estava composto pelo 97.63% brancos, o 0.28% eram afroamericanos, o 0.28% eram amerindios, o 0.28% eram asiáticos, o 0% eram insulares do Pacífico, o 0.19% eram de outras raças e o 1.33% pertenciam a duas ou mais raças. Do total da população o 1.14% eram hispanos ou latinos de qualquer raça.